# Ivar Bern
Ivar Bern (20 januari 1967) is een Noors schaker met  Elo-rating  2315 in januari 2017. Zijn hoogste rating  2405 bereikte hij in januari 1991. Hij is het meest bekend als de 17e wereldkampioen correspondentieschaken, 2002-2007. 
Bern werd in 1991 Internationaal Meester ICCF (IMc) en in 1993 grootmeester ICCF (GMc). In 2000 speelde hij mee in het open toernooi van Bergen in Noorwegen en bezette daar de 20e plaats. Hij is Internationaal Meester (IM). 

## Correspondentieschaak
Bern werd in 1986 lid van de Noorse bond van correspondentieschakers. Hij won het Noorse kampioenschap in 1988. Hij werd IMc in 1991 en GMc in 1993.
Tussen 1989 en 1995 scoorde hij in de semi-finale om het wereldkampioenschap 10.5 pt. uit 16, waarmee hij als derde eindigde. Hierdoor kwalificeerde hij zich voor het kandidatentoernooi waar hij vervolgens vierde werd, wederom met 10.5 pt. uit 16. Het 17e wereldkampioenschap correspondentieschaak begon in maart 2002; hieraan voorafgaand had Bern een sabbatical van anderhalf jaar genomen waarin hij 'dag en nacht' partijen analyseerde. Tijdens het toernooi deed hij 16 partijen slecht in totaal 5 onnauwkeurige zetten. 
In januari 2006 werd duidelijk dat Bern niet meer door andere deelnemers in te halen was, waardoor hij wereldkampioen was. Hij was de tot dan toe jongste titelhouder. In de tussentijd was het 18e wereldkampioenschap begonnen; dit verliep sneller door het gebruik van modernere communicatiemiddelen (e-mail). De winnaar van dit kampioenschap, de Nederlander  Joop van Oosterom, was eerder bekend dan de winnaar Ivar Bern van het 17e kampioenschap. 
Daarnaast werd hij tweede bij de 7e Wereldbeker-finale  (die liep van 1994 tot 2001). 

## Bordschaak
In het gewone bordschaak won Bern drie keer het Open Noorse kampioenschap: in 1986, 1989 en 1990. Zijn beste resultaten in het meer prestigieuze Gesloten Noorse kampioenschap waren derde plaatsen in 1989 en 1990. In 1990 werd hij Internationaal Meester (IM). 

## Resultaten in schaakteams
Aan de Schaakolympiades van 1988, 1992 en 1994 nam hij deel namens Noorwegen, in 1989 nam hij met het Noorse team deel aan het Europese Schaakkampioenschap voor landenteams.

## Schaakverenigingen
Bern speelde voor de Schaakclub Bergen, waarmee hij kampioen van Noorwegen werd in 1994, 1997, 1998, 2000 and 2003. Van 2012 tot 2015 speelde hij voor SK 96 Bergen, waarvoor hij ook speelt sinds  2016. 

## Columnist
Bern is de schaakcolumnist voor de krant Bergens Tidende.  

## Overig
Bern werkt als  psycholoog bij de pedagogisch-psychologische dienst van de stad Bergen. Ook was hij gitarist in de popgroepen The Swamp Babies en Syv.  Hij heeft een zoon. 

## Externe koppelingen
- (en)   Informatie over schaakpartijen van Ivar Bern op ChessGames.com
- (en)   Informatie over schaakpartijen van Ivar Bern op 365chess.com
- (en)  FIDE-ratinggegevens voor Ivar Bern